# Аяцуджі Юкіто
Наоюкі Учіда (яп. 内田 直行, Учіда Наоюкі, нар. 23 грудня 1960, Кіото, Японія), який пише під псевдонімом Юкіто Аяцуджі (яп. 綾辻 行人, Аяцуджі Юкіто) — японський письменник у жанрі детективу та жахів, відомий своїми романами «Вбивства в десятикутному будинку» (яп. 十角館の殺人, Дзюккакукан но сацудзін), та «Інша», за яким у 2012 було знято однойменне аніме Another.
Учень класика японського детективу, «Хрещеного отця син-хонкаку» та «Бога загадки» Содзі Сімади, один із засновників Японського клубу авторів хонкаку — The Honkaku Mystery Writers Club of Japan (яп. 本格ミステリ作家クラブ, Хонкаку Місутері Сакка Курабу) і представник школи нового хонкаку-детективу (яп.新本格, сін-хонкаку) в японській літературі.
Входить до Японської асоціації авторів детективів (яп. 日本推理作家協会, Ніхон суйрі сакка кьо:каї, Mystery Writers of Japan)
Одружений з письменницею Фуюмі Оно (яп. 小野 不由美), відомій серією фентезі-новел «Хроніки дванадцяти королівств».
Його дебютний роман «Вбивства в десятикутному будинку» займає 8 місце в «Топ-100 японських детективних романів усіх часів». До сьогоднішнього дня Юкіто Аяцуджі написав понад 30 романів, що належать до різних серій, а також велику кількість повістей, оповідань та есе.
Зображений як головний герой у манзі та ранобе Асагірі Кафки «Літературні генії - бродячі пси. Ґайден: Аяцуджі Юкіто проти Кьоґоку Нацухіко» (яп. 文豪ストレイドッグス外伝綾辻行人VS. 京極夏彦, Бунго Стрей Доггусу Гайден: Аяцуджі Юкіто проти Кьо:гоку Нацухіко) — спін-оф манґи «Bungō Stray Dogs», (яп. 文豪ストレイドッグス, Бунго Стрей Доггусу), за якою знято однойменне аніме.
У 2018 році мала планета 2001 RG46 була названа на честь Юкіто Аяцуджі.

## Біографія
Наоюкі Учіда почав складати детективні історії ще в молодшій школі: у шостому класі під час літніх канікул під враженням від книги Едоґави Рампо «Юнацький детективний клуб» (яп. 少年探偵団, Сьонен Тантейдан) він написав збірку з десяти детективних оповідань.
Закінчивши школу в 1979 році, майбутній письменник вступив на педагогічний факультет Кіотського університету, де вступив у «Товариства дослідників детективу» (яп. 京大推理小説研究会, Кьодай Суйрі Сьосецу Кенкю:каї), до якого також належали його майбутня дружина Фуюмі Оно, письменники Такемару Абіко (яп. 我孫子 武丸) і Рінтаро Норидзукі (яп. 法月 ⁇ 太郎). Незадовго до закінчення четвертого курсу університету Юкіто Аяцуджі подав рукопис свого майбутнього роману «Вбивства в десятикутному будинку» на здобуття престижноїпремії Едогави Рампо (яп. 江戸川乱歩賞, Едогава Ранпо Сьо), текст пройшов відбір журі та був включений до лонг-ліста.
У 1982 році, закінчивши навчання, письменник продовжує роботу в Кіотському університеті та пише дисертацію, присвячену дослідженням девіантної поведінки.
У 1986 році Юкіто Аяцуджі одружується з Фуюмі Оно і завершує роботу над остаточним варіантом роману «Вбивства в десятикутному будинку». Книга була опублікована у найбільшому японському видавництві «Kodansha» (яп. 講談社) у 1987 році. Редактори видавництва назвали творчість Аяцуджі «Новим хонкаку-детективом» (яп. 新本格ミステリ, Сін Хонкаку Місутері), під цією назвою вона згодом і увійшла до історії японської літератури.
Закінчивши в 1989 році докторантуру Кіотського університету, у березні 1992 р. Юкіто Аяцуджі вирішує стати професійним письменником. У тому ж році за свій роман «Вбивства в будинку з годинником» (яп. 時計館の殺人, Токейкан но сацудзін) він був удостоєнийпремії Японської асоціації авторів детективів (яп. 日本推理作家協会賞).
До лютого 2012 року загальний тираж книг серії «Вбивства в дивних будинках» (яп. 館シリーズ, Яката сірі: дзу) перевищив 4 млн екземплярів.

## Особливості літературного стилю
У більшості романів Юкіто Аяцуджі присутній поворотний момент або «момент зміни декорацій» (так званий донтен-гаесі, яп. どんでん返し), в результаті якого логічне оповідання «перевертається з ніг на голову», і вся історія постає в зовсім іншому світлі.
Перебуваючи під впливом літератури жахів та фентезі, Юкіто Аяцуджі часто використовує характерні для цих жанрів прийоми у своїх детективних романах, і крім цього написав ряд робіт, що належать до жанрів жахів та трилера.

## Цікаві факти
Псевдонім «Юкіто Аяцуджі» вигадав для молодого письменника його вчитель, Содзі Сімада . Ім'я детектива в серії «Вбивства в дивних будинках» (яп. 館シリーズ, Яката сірі: дзу), Кійосі Сімада (яп. 島田 潔, Сімада Кійосі) — комбінація імен Содзі Сімади та Кійосі Мітараї (яп. 御手 洗潔, Мітараї Кійосі) — центрального персонажа творів Содзі Сімади. З цього приводу в одному зі своїх інтерв'ю Юкіто Аяцуджі зауважив: «Якби я знав, що ця серія романів вийде такою довгою, я б продумав ім'я головного героя більш ретельно».
Юкіто Аяцуджі стверджує, що на нього багато в чому вплинула творчість знаменитого хоррор-мангаки Кадзуо Умедзу (яп. 楳図 かずお, Умедзу Кадзуо). Музику до аніме «Інша» було написано японським дарквейв-гуртом Ali Project. На основі творів Юкіто Аяцуджі були створені відеоігри для PlayStation: Чортова Дюжина (відеогра) (Куро но Дзю: сан, 1996), «Проєкт кошмарів YAKATA» (яп. ナイトメア・プロジェクト, YAKATA, Найтомеа Пуродзекуто Яката, 1998) та «TRICK×LOGIC» (яп. トリックロジック, торикку родзикку, 2010).
Юкіто Аяцуджі є майстром гри в маджонг.
Письменник — фанат японської поп-групи Keyakizaka46 (яп. 欅坂46) і з дитинства любить бейсбольну команду Хіросіма Тойо Карп (яп. 広島カープ, Хіросіма ка: пу)

## Літературні премії та номінації
Прим.: номери (12-а премія, 45-а премія тощо) японських літературних премій відповідають номеру (року) преміального сезону.
- 1990 рік — увійшов до шорт-листа 12-ї премії імені Ейдзі Йосікави[jp] за кращий дебют за роман «Вбивство в маєтку на туманному перевалі» (яп. 霧越邸殺人事件).
- 1991 рік — увійшов до шорт-листа 13-ї премії імені Ейдзі Йосікави[jp] за кращий дебют за роман «Вбивства в будинку з годинниками» (яп. 時計館の殺人); увійшов до шорт-листа 44-ї премії Mystery Writers of Japan Award[en] за роман «Вбивство в маєтку на туманному перевалі» (яп. 霧越邸殺人事件).
- 1992 рік — отримав 45-ту премію Mystery Writers of Japan Award[en] за роман «Вбивства в будинку з годинниками» (яп. 時計館の殺人).
- 2005 рік — увійшов до шорт-листа 5-ї премії Honkaku Mystery Award[en] за роман «Вбивства в похмурому домі» (яп. 暗黒館の殺人).
- 2008 рік — увійшов до шорт-листа 25-ї премії імені Оди Сакуноске[jp] за роман «Дивовижна історія, що сталася в Мідорогаока» (яп. 深泥丘奇談).[10]
- 2010 рік — увійшов до шорт-листа 10-ї премії Honkaku Mystery Award[en] за роман «Інша» (Another); увійшов до шорт-листа 1-ї премії імені Футаро Ямади[jp], заснованої видавництвом Kadokawa Shoten, за роман «Інша» (Another).
- 2018 рік — отримав 22-гу щорічну Велику японську літературну премію в області детективів[jp]

## Вибрана бібліографія
Прим.: За винятком уже перекладених українською мовою, назви інших творів наведено в дослівному перекладі.
- Перекладено українською мовою
  - Інша (Another), видавництво «Molfar Comics», 2020[11]

- Серія «Вбивства у дивних будинках[jp]» (яп. 館シリーズ)
  - Вбивства в десятикутному будинку[en], 1987 (яп. 十角館の殺人)
  - Вбивства в будинку з водяним млином[jp], 1988 (яп. 水車館の殺人)
  - Вбивства в залі лабіринтів[jp], 1988 (яп. 迷路館の殺人)
  - Вбивства в будинку ляльок[jp], 1989 (яп. 人形館の殺人)
  - Вбивства в будинку з годинниками[jp], 1991 (яп. 時計館の殺人)
  - Вбивства в будинку з чорною кішкою[jp], 1992 (яп. 黒猫館の殺人)
  - Вбивства в похмурому будинку[jp], 2004 (яп. 暗黒館の殺人)
  - Вбивства в будинку з сюрпризом[jp], 2006 (яп. びっくり館の殺人)
  - Вбивства в будинку дивних масок[jp], 2012 (яп. 奇面館の殺人)
  - Убивства в будинку близнюків, випуск розпочався у липні 2023 (яп. 双子館の殺人)
- Серія «Шепоти» (яп. 囁きシリーズ)
  - Багровий шепіт, 1988 (яп. 緋色の囁き)
  - Шепіт у темряві, 1989 (яп. 暗闇の囁き)
  - Шепіт у сутінках, 1993 (яп. 黄昏の囁き)
- Серія «Рівняння вбивства» (яп. 殺人方程式シリーズ)
  - Рівняння вбивства: Справа про розчленовані тіла[jp], 1989 (яп. 殺人方程式切断された死体の問題)
  - Інцидент у маєтку Наруфусо: Рівняння вбивства II[jp], 1995 (яп. 殺人方程式II鳴風荘事件)
- Серія «Вбивця» (яп. 殺人鬼シリーズ)
  - Вбивця, 1990 (яп. 殺人鬼)
  - Вбивця II: Помста, 1993 (яп. 殺人鬼II 逆襲篇)
- Серія «Історії жахів у Мідорогаока» (яп. 深泥丘シリーズ)
  - Історія жахів у Мідорогаока, 2008 (яп. 深泥丘奇談)
  - Історія жахів у Мідорогаока: Продовження, 2011 (яп. 深泥丘奇談・続)
  - Історія жахів у Мідорогаока: Подальше продовження, 2016 (яп. 深泥丘奇談・続々)
- Серія «Інша» (Anotherシリーズ)
  - Інша, 2009 (Another)
  - Інша Епізод S, 2013 (яп. Another エピソードS)
  - Інша: 2001), 2020 (яп. Another 2001)
- Окремі романи та збірки оповідань
  - Вбивство в маєтку Кірігое, 1990 (яп. 霧越邸殺人事件)
  - Оповідання про очне яблуко, 1995 (яп. 眼球綺譚)
  - Фріки, 1996 (яп. フリークス)
  - Сучасний світ містерій 6, збірка Аяцуджі Юкіто, 1999 (яп. げんだいミステリーワールド6 綾辻行人集)
  - Міст Дон-дон впав, 1999 (яп. どんどん橋、落ちた)
  - Останні спогади, 2002 (яп. 最後の記憶)
  - Книга жахів (8) повітряна людина, 2015 (яп. 怪談えほん(8) くうきにんげん)
  - Не людина, незібрані твори Аяцуджі Юкіто, 2017 (яп. 人間じゃない 綾辻行人未収録作品集)